# Loxogramme forbesii
Loxogramme forbesii är en stensöteväxtart som beskrevs av Edwin Bingham Copeland. Loxogramme forbesii ingår i släktet Loxogramme och familjen Polypodiaceae. Inga underarter finns listade.